# Андійська кухня

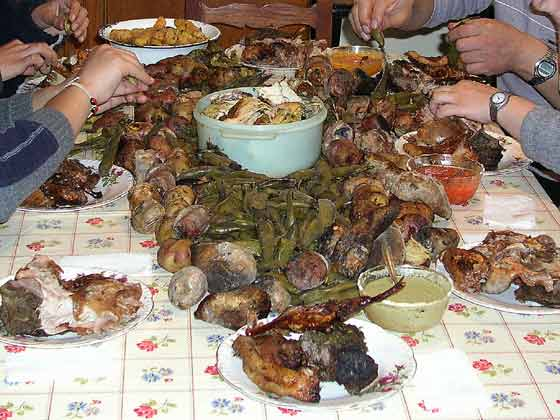
Пачаманка, традиційна страва, що готується в уатії

Андійська кухня — кухня Андійського регіону, що походить з доколумбових часів (Інка, Моче, Чиму, Наска), коли сільське господарство з'явилося в долині Лаурікоча. За даними археологів, близько 10 000 років до н. е. тут були одомашнені кілька бульбових рослин, таких як картопля і юкка. Андійський регіон має багато різноманітних форм рельєфу, що дозволило отримати велике різноманіття рослин та тварин, придатних для приготування їжі, багато з яких залишаються невідомими за межами регіону. Найпоширенішими з них є бульбові рослини, кореневища і зерна, зокрема велику популярність утримує кукурудза. Найпопулярнішими джерелами м'яса є морськи свинки, лами та сушена риба.

## Складові

### Рослини

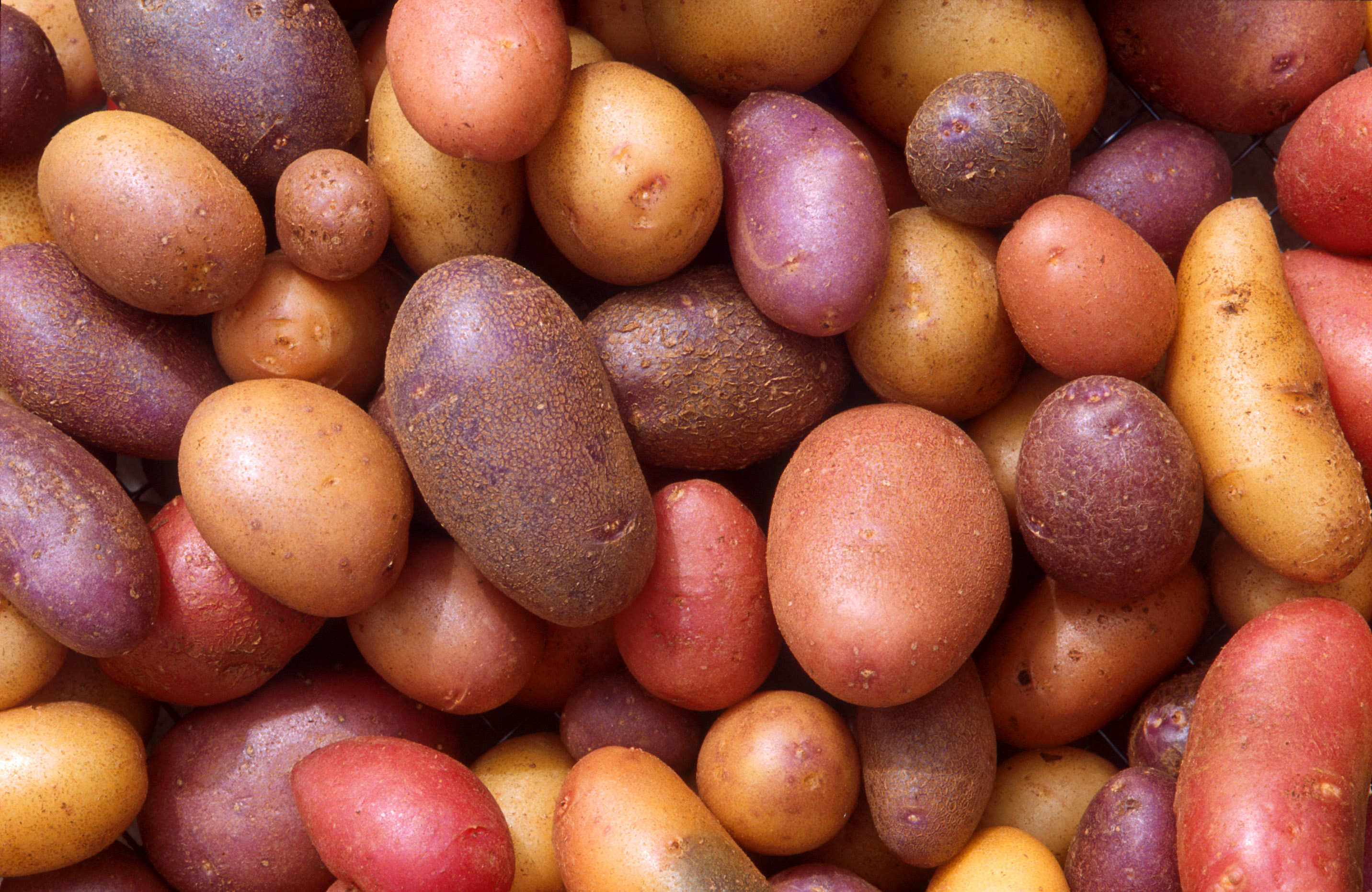
Андійські народи вивели сотні різновидів картоплі. Більшість залишаються невідомими за межами Анд.

Анди, що простягнулися на велику відстань з півночі на південь, містять багато кліматичних зон. Зокрема, на різних висотах Анд росли різні різновиди рослин.
Головними культурами регіону з давніх часів були різноманітні їстівні бульбові рослини, такі як картопля і батат, що існували в сотнях різновидностей. Також існують два різновиди оки, солодкий та гіркий. Солодка різновидність може вживатися в їжу сирою та добре зберігається, вона була головним джерелом цукру до завезення іспанцями цукрової тростини. Не маюче смаку та багате крохмалем кореневище ульюку (ullucu) і арракача (arracacha, родич моркви та селери) використовуються для супів. Ачіра (achira), вид канни, — ще один багатий на крохмаль коренеплід, що традиційно запікається в земляній печі, так само використовувався і коренеплід мако. Хоча бульбові рослини завжди були важливим джерелом їжі, в доколумбові часи вони вважалися нижчими за якістю, ніж, наприклад, кукурудза.
Головними зерновими культурами в Андах залишаються кіноа і кукурудза (якої тут існує 30-40 різновидів), поширені від північного Перу до Чилі, на півночі кліматичні умови несприятливі для них.

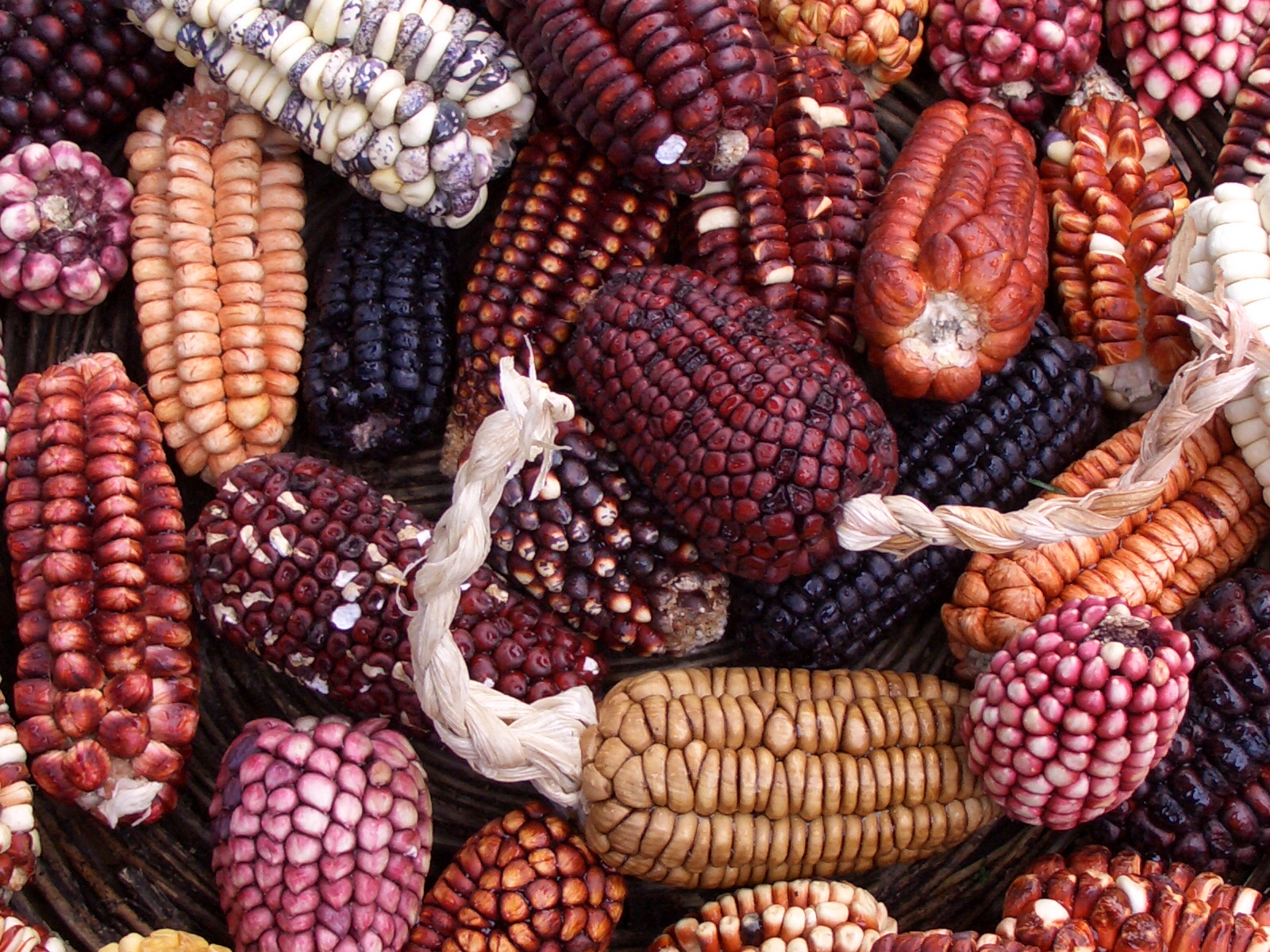
Кілька різновидів перуанської кукурудзи

Амарант традиційно є ще одним з головних продуктів харчування в Андійському регіоні, та в районах поширення мови кечуа відомий як kiwicha. Крім приготування їжі, амарант використовувався для створення зображень тварин для релігійних церемоній. Пізніше, таке використання амаранту було заборонене іспанцями.
Як і на території решти Південної Америки, червоний перець є важливою складовою дієти, особливо рокото. Інші овочі місцевого походження включають помідори, чайот, гарбузи, арахіс, боби, авокадо. Завезені культури включають цибулю, рис, оливки, горіхи, цукровий очерет.
Серед фруктів популярні черімоя, лукума, на півночі — банани, а крайньому півдні — плоди угні. Із завезених культур — виноград, сливи, груші, помаранчі, лимони.
Також частиною дієти доколумбових народів були кілька видів водоростей, що вживалися в їжу свіжими або висушеними. Деякі прісноводні водорості та блакитні водорості роду Nostoc вживалися в їжу після обробки. Протягом колоніального періоду вони використовувалися як десерт, після виварювання в цукровому сиропі. Також часто використовується пепіно, солодкий фрукт, що вживається в їжу індіанцями, але вважається нащадками європейців важким для травлення.
Крім того, в доколумбові часи існувало кулька видів їстівної глини, що зараз вийшли з використання, таких як pasa, що використовувалися як соус для картоплі та інших бульбових рослин, і chaco, що асоціювався з релігійною практикою.

### М'ясо

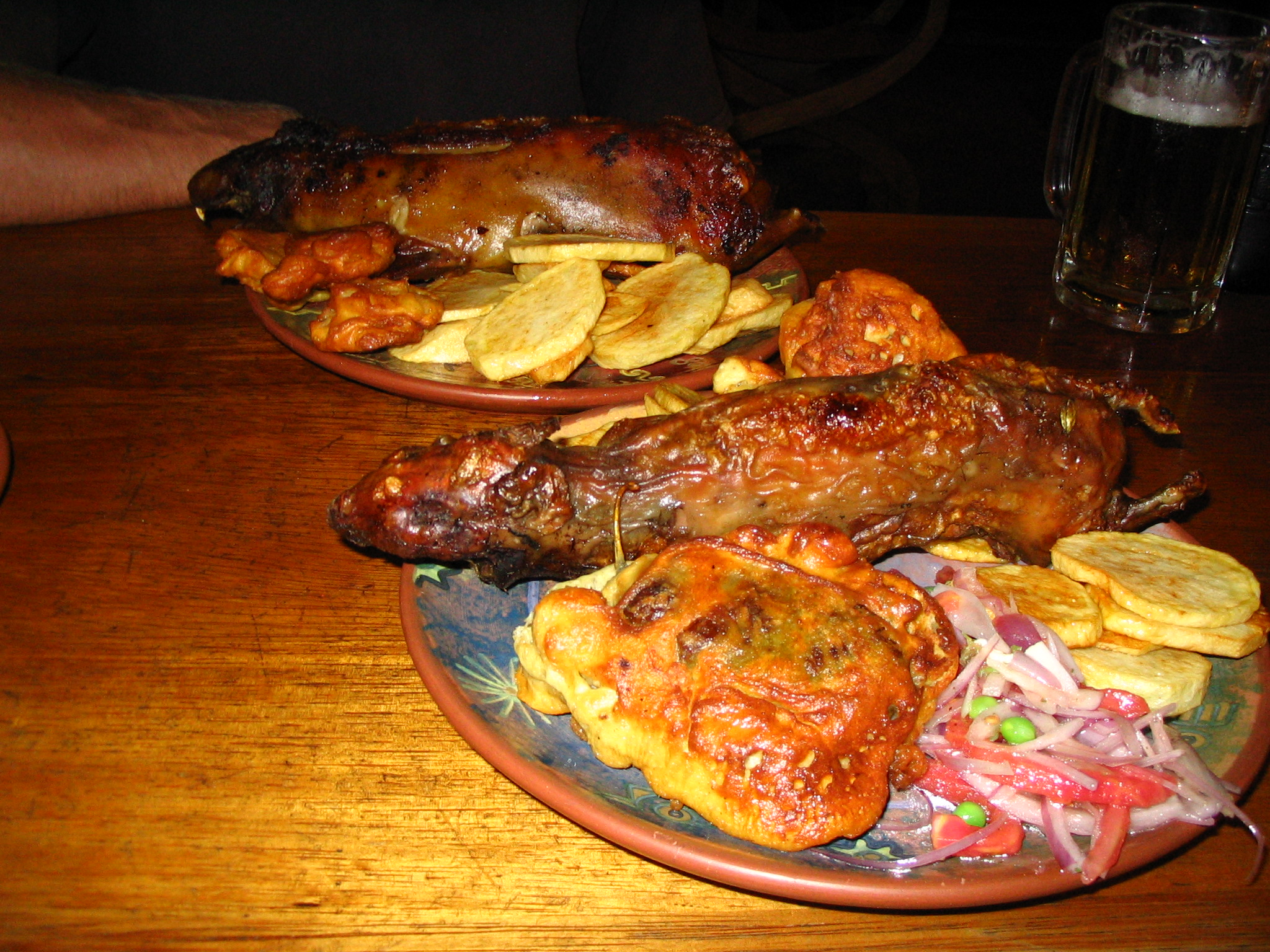
Дві сучасних перуанських страви з м'яса морської свинки

В Андійському регіоні існували два головних види одомашнених тварин: лами і альпаки. Ці тварини трималися переважно заради вовни та використовувалися як в'ючні тварини. Лами особливо цінувалися, а біла лама, одягнута в червоний одяг та золоті сережки, часто проходила перед правителем інків як символ царської влади. Вважалося, що тварини представляють різноманітних богів, залежно від їх кольору, та приносилися у жертву, особливо з використанням крові для ритуального змазування. За часів Тауантісую ці тварини вживалися в їжу переважно аристократією, лише потім їх використання стало демократичнішим. Серед продуктів харчування, що отримувалися з верблюдових, популярними були шакі (sharqui), смужки висушеного м'яса, прообраз сучасного в'яленого м'яса.
М'ясною твариною простого народу були перш за все морські свинки (cuy). Вони були одомашнені до 2000 року до н. е., є зручними у вирощуванні та швидко розмножуються. Історично морські свинки найчастіше готувалися вкладанням розігрітого каміння всередину їх тушок. Нутрощі часто використовувалися для приготування супів, разом з бульбовими овочами, або соусів. Морські свинки також використовувалися в релігійних обрядах, що привело до поганого відношення до них католицької церкви.

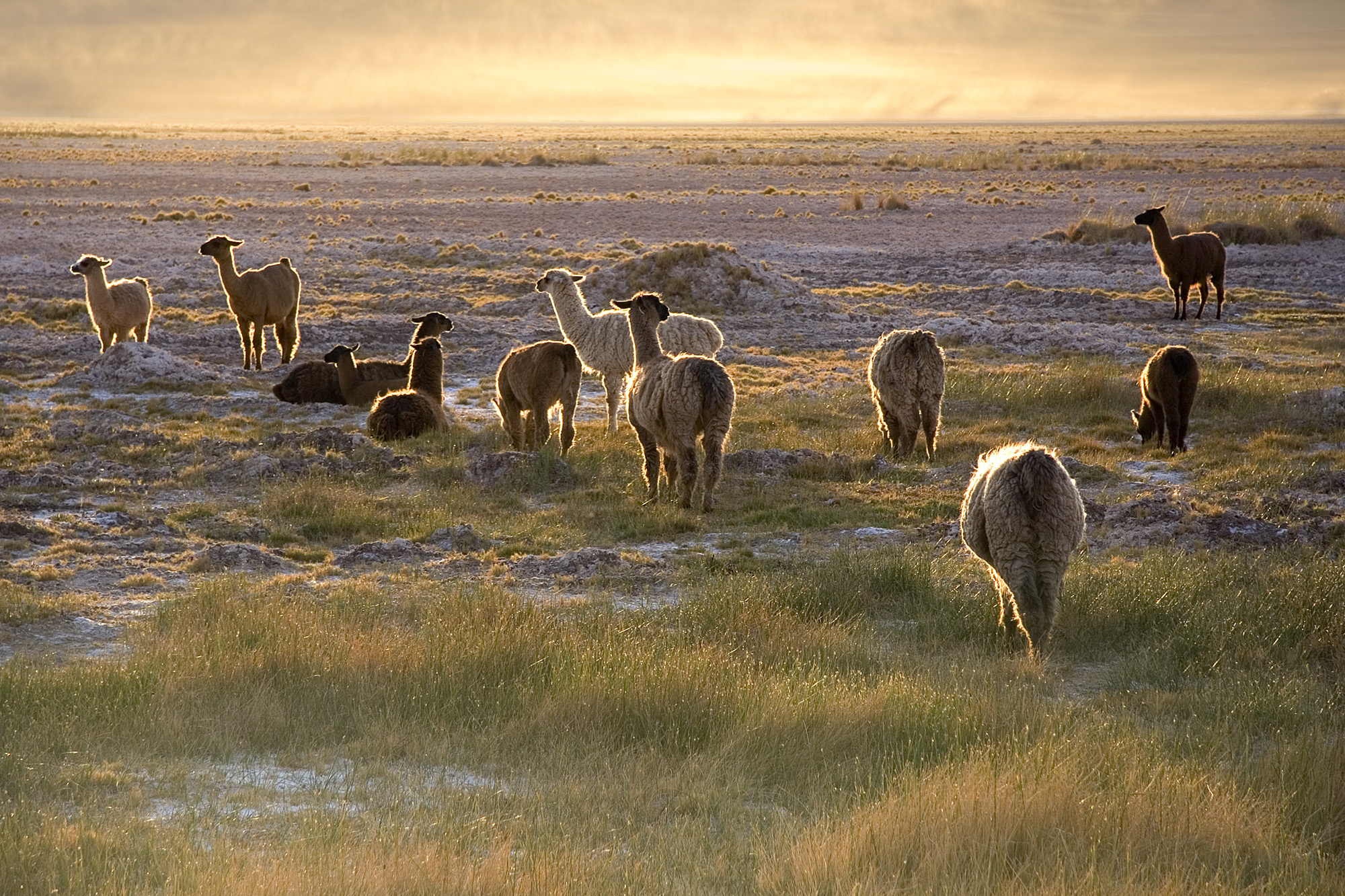
Лами біля Сан-Педро-де-Атакама

Традиційні види тварин були істотно доповнені завезеними, такими як вівці, кози та лебеді, у низовинах зараз також вирощують худобу.
Ще одним важливим компонентом дієти була і є риба, особливо сушена, та інші морепродукти. Традиційно на узбережжі виловлювалися молюски-блюдечки, скати, невеликі акули (Mustelus), кефаль і боніто (вид сардин). Зараз виловлюють і більш глибоководних риб, зокрема тріску, морський язик, тунців, лосось, хеків, вугрів. В дієті як були, так і залишаються молюски-хітони, мідії, чанке (chanque, тип морського вушка) та різноманітні ракоподібні.
Дикі тварини, на яких полювали для використання в їжу, були верблюдові (вікунья і гуанако), білохвостий олень, гаемал і віскача, вид шиншили, на яку полювали з лассо. Також мешканці узбережжя традиційно полювали на морських птахів, морських котиків і дельфінів, хоча зараз таке полювання заборонене. Деякі індіанці продовжують споживати жаб, гусениць, жуків та лічинок комах.

## Приготування
Найчастіше приготування їжі здійснювалося за допомогою поміщення розігрітого каміння у посуду з їжею та використання печей, таких як уатія, типу земляної печі, і керамічного посуду.
Для цих районів характерні часті неврожаї, що змусило місцеве населення розробити методи збереження багатьох типів їжі. Так, за часів панування інків запасів їжі в країні вистачило би на від трьох до семи років. В умовах холодних та сухих ночей високогір'в картопля та інші бульби, залишені без укриття, висихали за кілька днів. Селяни додатково допомагали цьому процесу, укриваючи овочі вранці від роси, а часто і вижимаючи воду. Крім овочів та фруктів, індіанці зберігають і м'ясо, у засоленому і висушеному вигляді. Ці методи збереження допомагають місцевому населенню переживати посухи.

## Страви
Ще середньовічні інки сушили картоплю вдень на сонці, а вночі — в горах на морозі. Після подібної дегідратації вони м'яли бульби ногами, щоб усунути залишки вологи. У результаті цього способу консервування картоплі, що використовується в Перу досі, виходив цінний продукт під назвою «чуньо» (заморожена картопля), який зберігався на державних складах Тауантінсую. Цей «державний чуньо» Сапа Інка роздавав в голодний час народу. Він був також основним продуктом харчування у військах під час військових походів. Для приготування чуньо використовувалися низькоякісні гіркуваті темні бульби. Для знатних жителів імперії, а також для імператором таким же точно чином готувалася «морайя» — консервована картопля першого сорту. З замороженої картоплі чуньо варили кашу «локро».
Звичайною стравою щоденного меню інків була картопляна або кукурудзяна юшка. З роздрібнених зерен кукурудзи випікалося щось на зразок хліба. З кукурудзи також готувалася національна страва інків — «моте», в яку додавалися перець і трохи овочів. По урочистих випадках індіанці їли «чакри» — «консерви» з в'яленого м'яса лами.

## Напої та наркоти
Популярним напоєм був чичі (на кшталт), який виготовлявся з одного з виду кукурудзи, що звався «сара ака сі». Замість чаю інки, як й сучасні народи багатьох країн Південної Америки, використовують мате. Тонізуючим напоєм є лапачо, який допомагає також при різних хворобах.
Кокаїн, що міститься в листі коки, був ще улюбленим наркотиком інків. Однак жувати листя коки в Тауантінсую дозволялося виключно аристократії. З пересічних жителів імперії певну кількість листя коки мали право отримувати лише представники інкської поштової служби і шахтарі. Коли індіанці жували коку, вони зазвичай додавали в пучки висушеного листя вапно. Вапно прискорювала виділення алкалоїду, тобто кокаїну. Той у свою чергу зі шлунка потрапляв в кровоносну систему. Кока заглушала відчуття голоду і спраги, знімала втому і не давала замерзнути в умовах морозних рівнин Андійської височини.
Донедавна з листя коки отримували також кокове вино, що користувалося великою популярністю. Втім, це вино мало надзвичайно несприятливий вплив на організм тих, хто їм зловживав. Тепер, коли не діють закони інків, що обмежували небезпечне для людського організму пристрасть до листя коки, індіанці Перу широко споживають їх.
В традиції андських народів, перш за все інків, було не палити, а нюхати тютюн, який вони вирощували на багатьох плантаціях.